# Buddismo in Austria

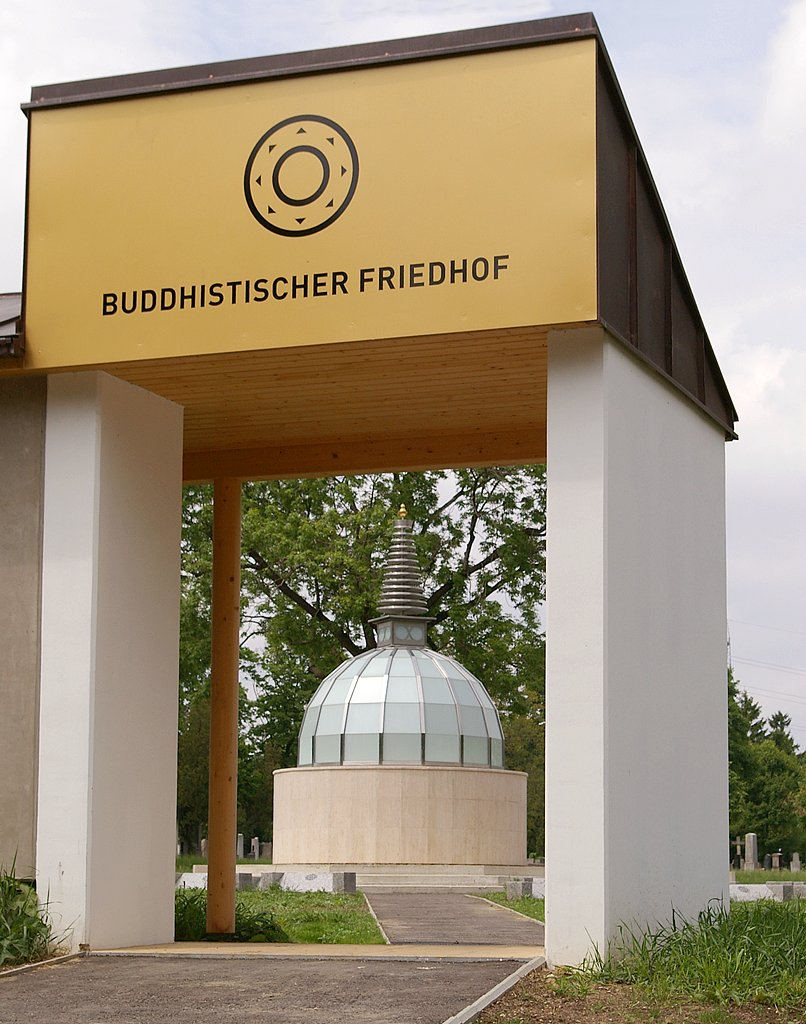
Il "cimitero buddhista" a Vienna.

Il buddismo in Austria è una delle religioni legalmente riconosciute, seguita da oltre 10.000 persone; anche se si tratta di un piccolo numero di fedeli in termini assoluti, esso gode di una diffusa accettazione. La maggioranza dei buddhisti nel paese sono cittadini austriaci (alcuni dei quali naturalizzati a seguito della loro immigrazione dall'Asia, in prevalenza dalla repubblica popolare cinese e dal Vietnam), mentre un numero considerevole di loro rimane di cittadinanza straniera.
Come accade anche nella maggior parte degli altri paesi europei, i diversi rami e le scuole del buddismo vengono rappresentati da gruppi di varie dimensioni. Vienna non solo ha il maggior numero di residenti stranieri, ma è anche il luogo con la più lunga tradizione di buddismo nel paese; la maggior parte dei templi e dei centri di pratica della filosofia buddhista in Austria si possono trovare lì: alcune nella loro specificità di buddismo cinese, altre negli aspetti di buddismo vietnamita, buddismo tibetano o infine buddismo giapponese.
L'ultimo sviluppo è stata l'istituzione di un "cimitero buddhista" attorno ad un edificio-stupa ove vengono svolte le cerimonie funebri, il tutto presso lo Zentralfriedhof, il cimitero centrale viennese.
Il buddismo è stato ufficialmente riconosciuto ai sensi del diritto austriaco nel 1983, ed è rimasto per molto l'unico paese europeo (assieme alla Russia) a riconoscere tale fede come nativa del proprio territorio.

## Storia

### Primi anni
Entro la fine del XIX secolo, grazie anche e soprattutto all'influenza espressa da Arthur Schopenhauer e di Richard Wagner, artisti ed intellettuali della capitale dell'Impero austro-ungarico hanno iniziato a prendere interesse nei confronti del buddismo. Karl Eugen Neumann (1865-1915), che aveva conosciuto il compositore Wagner nella casa di suo padre, prese presto un grande interesse al riguardo, grazie a ciò di cui aveva sentito parlare. Nel 1884 decise di diventare a tutti gli effetti buddhista, facendo pratica di conversione e studiando le lingue originali dei testi di fede, riuscendo in tal maniera a tradurre in gran parte il Canone pāli in tedesco prima della morte avvenuta a Vienna.
Nel 1913 nell'isola di Giava un uomo originario di Graz di nome Arthur Fitz, è diventato il primo austriaco registrato a venir ordinato bhikkhu.
Il 1923 ha veduto la fondazione di una "Società buddhista" viennese e i fedeli austriaci sono stati tra i partecipanti al 2º Congresso internazionali buddhista svoltosi nel 1937 a Parigi, ma la situazione politica generale in quegli anni - il regime fascista seguito dalla conquista del paese da parte di Adolf Hitler e la successiva seconda guerra mondiale - si è dimostrata molto sfavorevole allo sviluppo positivo del buddismo austriaco.

### Dopo la seconda guerra mondiale
Nel 1949 è stata fondata la società buddhista di Vienna e l'interesse per il buddismo ha iniziato a rifiorire; a causa anche di personaggi di spicco come il professore Fritz Hungerleider, studioso e docente di religioni e Zen, tornato dall'esilio cinese nel 1955 ne divenne il presidente, ed il dottor Walter Karwath che aveva trascorso anni nel continente asiatico a praticare la medicina: il buddismo fece così per la prima volta un passo al di fuori dell'ambiente letterario e delle cerchie intellettuali per diffondersi sempre più tra gli altri strati della popolazione.
La fine degli anni '70 del XX secolo ha visto la creazione, nel quartiere viennese di Dannebergplatz, del primo centro buddhista attivo nella capitale; l'acquisto di una proprietà rurale destinata a diventare un centro di ritiro e meditazione (Buddhist Centre Scheibbs), oltre alla creazione della prima associazione buddhista al di fuori di Vienna, a Salisburgo. Quest'ultima è stata fondata da Friedrich Fenzl, che era stato studente presso la privata Università Ryukoku di Kyoto; fu lui ad invitare Kōshō Ōtani, il patriarca del complesso templare Nishi Hongan-ji di Jōdo Shinshū (noto anche come Buddismo Shin, è una scuola di Buddismo della Terra Pura) a visitare l'Austria.
Nel corso degli anni, anche il 16° Karmapa e il 14º Dalai Lama, ed altri eminenti rappresentanti delle diverse tradizioni buddhiste, hanno visitato il paese proponendo conferenze ed attirando molti a diventare studenti del dharma.
Nel 1979 Genro Koudela, che era stato ordinato in qualità di sacerdote Zen in California da Kyozan Joshu Sasaki, torno a Vienna (propria città d'origine) per istituire il "Bodhidharma Zendo"; la nuova comunità situata nel centro della città è divenuta il luogo in cui poter praticare lo Zen per i gruppi Kagyu e Theravada.
Dal 1981 vi è in Austria un ramo della Arya Maitreya Mandala, che è stata fondata da Lama Anagarika Govinda.